# リボルテック
リボルテック (REVOLTECH) は、海洋堂が発売しているアクションフィギュアシリーズである。

## 概要
漫画やアニメ作品などに登場する様々な人物・ロボットなどを可動性を重視して立体化し続けているシリーズで、可動部分の多くにリボルバージョイント（詳しくは後述）を用いている。リボルバージョイントは容易に着脱が可能で、ジョイントを介して全く違う製品の部品を接続する組み換え遊びが可能な点も特徴である。
モチーフによらず全長は主に（直立させた姿勢で）12cm前後に揃えられており、価格は当初税込み1995円であった。この価格は、原型師の山口勝久が考案した山口式可動を基礎にして、関節部分に新機構のリボルバージョイントを導入したことで実現されていた。その後、第3世代「NEOリボルテック」に移行してからは基本価格を2400円としていたが、2009年末〜2010年中旬頃にかけて基本価格を上回る商品がリリースされることが増え、2012年現在もこの傾向は続いており、基本価格という概念は一部シリーズを除き形骸化している。このことについて海洋堂の宮脇修一専務は、中国の人件費高騰や不況による市場縮小などが原因であるとし、「価格は3000円台が基本になってしまい、以前よりリリースも少なくなると思うが、一つ一つの作品にしっかりとテーマを持たせて作っていく」という旨のコメントを残している。
「リボルテックヤマグチ」は毎月15日に新作2種（もしくは3種）を発表していたが、2011年に入ってからは1種類のみのリリース割合が多い。「フロイラインリボルテック」などの他のシリーズは毎月1日に発表している。なお、シリーズの開始された2006年5月から2007年4月までの商品は山口勝久が全ての原型制作を担当していた（他者作のマスター原型を改修した原型も含む）。
リボルテックはなるべく長く定番商品として定着させるため、定期的な再発売を行っている。また、リボルテックを常備している協力店「フレンドショップ」が全国に600店舗以上あり、そこでのみ扱われる「フレンドショップ限定」の商品も存在する。限定されているのは個数ではなく店舗であり、他の商品と同じく定期的に再発売されている（現在は「パワーショップ」に制度変更されており、加入店舗も替わっている）。
流通は、当初は『企画・製作:海洋堂 発売元:ジーベック 販売元:オーガニック』だったが後に『企画・製作:海洋堂 販売元:オーガニック』へと変わり2008年10月1日からは『企画・製作:海洋堂 販売元:HOBBY STOCK』へと変わった。北斗の拳REVOLUTIONは『企画・製作:海洋堂 販売元:HOBBY STOCK』、リボルテックSFOは『企画・製作:海洋堂 販売元:グッドスマイルカンパニー』という流通網で販売されている。NEOリボルテック移行後、ヤマグチシリーズは『企画・製作:海洋堂 販売元:ユニオンクリエイティブ』に変更となり、北斗の拳REVOLUTION・クイーンズブレイド・マブラヴ オルタネイティヴシリーズは『企画・製作:海洋堂 販売元:HOBBY STOCK』、特撮リボルテックは『企画・製作:海洋堂 販売元:ケンエレファント』となっている。

### リボルバージョイント
リボルテックに共通して使用されるジョイント。リボルバージョイントは漫画家の内藤泰弘とデザイナーの神宮司訓之からなる玩具プロダクション「トイトライブ」の発明品で、ラチェット機構を内蔵し、従来のトイ／フィギュア用ジョイントにつきものだった「ヘタリ（摩耗などによって保持力を失う現象）」を解消した。ラチェット機構と軸回転を組み合わせた幅広い可動範囲を持つ。
関節部球体の直径は5mm、6mm、8mm、10mmの4種、2つの関節を持つダブルジョイントが6mm、8mmの2種がある。成形色は使用されるフィギュアの色調に合わせるために、黒、白、グレー、肌色などがある。初期のシリーズでは6mmジョイントにラチェット機構は存在しなかったが、現在ではラチェット機構付きのジョイントに改良されている。また、初期に販売された6mmジョイントが付いたリボルテックも、再発売分はラチェット付きのジョイントに変更されている。その後2010年5月発売の商品から6mmジョイントの構造に改良が加えられ、品質が向上した。アッセンブルボーグより新たにストレートジョイントが、ショートタイプ&ロングタイプの2種登場、ただしこちらは可動関節ではなく武器やパーツの保持、組み換えなどに使われる軸となっている。またクイーンズブレイドから手首などの細かい部分にクリック無しの4mmジョイントが用いられるようになったが、軸径が細いため5mm以上のリボルバージョイントとの互換性はない。
他にリボルジョイント用工具として『リボプライヤー』、収納ボックスとして『リボコンテナ』が発売されている。

### リボチップポイント
2009年6月以降に発売されるリボルテックに付属していたプラ製のチップ。1商品につき10ポイント（付録やイベントで配布される2ポイントのものもある）付属。通販サイトである海洋堂ミュージアムストア (KMS) や、直販店である海洋堂ホビーロビー東京で商品を購入すると、特典として1商品につき更に10ポイント貰うことができる（アッセンブルボーグは対象外）。貯めたチップを海洋堂に送ることで様々なグッズやリボルテックの新製品（種類は指定できない）などと交換できる。またリボルテックエキスポなどのイベントで100P分のチップと新商品を先行交換してくれる場合もある。
なお、このキャンペーンは2011年7月末日をもって終了しており、チップが付属したのは2011年7月15日発売の「Evangelion Evolution エヴァンゲリオン3号機」が最後となった。

### コラボレーション
模型業界のみならず、さまざまな媒体や企業とコラボレーションして生み出された限定商品が多いことも特徴であり、パチンコ店の「マルハン」の景品や、パチスロ雑誌の付録などでしか手に入らないもの、コンビニでの通販（セブン・イレブンやローソン）限定商品、クレーンゲームのプライズ限定品など、その数は多岐にわたる。
模型雑誌では特に「フィギュア王」と強力なタッグを組んでおり、とりわけアッセンブルボーグの広報・特集においては他誌よりも抜きん出ている。読者限定の通販企画が実施されることも多く、「リボルテック大全」などの大型ムック本が特別増刊号として発売されるのも大きな特徴である。また「ホビージャパン」「電撃ホビーマガジン」「ハイパーホビー」などでも、特集や限定通販がたびたび行われている。

## 商品一覧

### 第1世代
シリーズ開始当初のもので、スーパーロボット（パッケージ色は赤）、リアルロボット（パッケージ色は青）、ヒューマノイド（パッケージ色は緑）の3つのカテゴリに区分けされて販売された。
| カテゴリ         | 品番・品名                                   | 原作                                                 | 備考                                                              |
| ---------------- | -------------------------------------------- | ---------------------------------------------------- | ----------------------------------------------------------------- |
| スーパーロボット | 『No.001 新ゲッター1』                       | 「新ゲッターロボ」                                   | 2006年5月15日発売。シリーズ第1弾。                                |
| スーパーロボット | 『No.008 新ゲッター2』                       | 「新ゲッターロボ」                                   | 2006年8月15日発売。シリーズ第4弾。                                |
| スーパーロボット | 『No.016 マジンカイザー』                    | 「マジンカイザー」                                   | 2006年12月15日発売。シリーズ第8弾。                               |
| スーパーロボット | 『No.017 新ゲッター3』                       | 「新ゲッターロボ」                                   | 2006年12月15日発売。シリーズ第8弾。                               |
| スーパーロボット | 『No.018 ジャイアントロボ』                  | 「ジャイアントロボ THE ANIMATION -地球が静止する日」 | 2007年1月15日発売。シリーズ第9弾。オリジナル原型制作：田熊勝夫。  |
| スーパーロボット | 『No.019 コンボイ』                          | 「戦え!超ロボット生命体トランスフォーマー」          | 2007年1月15日発売。シリーズ第9弾。                                |
| スーパーロボット | 『No.021 GR2』                               | 「ジャイアントロボ THE ANIMATION -地球が静止する日」 | 2007年2月15日発売。シリーズ第10弾。オリジナル原型制作：田熊勝夫。 |
| スーパーロボット | 『No.023 ダンガイオー』                      | 「破邪大星ダンガイオー」                             | 2007年3月15日発売。シリーズ第11弾。                               |
| スーパーロボット | 『No.024 ガイキング』                        | 「ガイキング LEGEND OF DAIKU-MARYU」                 | 2007年4月15日発売。シリーズ第12弾。                               |
| スーパーロボット | 『No.025 メガトロン』                        | 「戦え!超ロボット生命体トランスフォーマー」          | 2007年4月15日発売。シリーズ第12弾。                               |
| リアルロボット   | 『No.002 ダグラム』                          | 「太陽の牙ダグラム」                                 | 2006年5月15日発売。シリーズ第1弾。                                |
| リアルロボット   | 『No.004 エヴァンゲリオン初号機』            | 「新世紀エヴァンゲリオン」                           | 2006年6月15日発売。シリーズ第2弾。                                |
| リアルロボット   | 『No.005 エヴァンゲリオン零号機』            | 「新世紀エヴァンゲリオン」                           | 2006年6月15日発売。シリーズ第2弾。                                |
| リアルロボット   | 『No.006 エヴァンゲリオン弐号機』            | 「新世紀エヴァンゲリオン」                           | 2006年7月15日発売。シリーズ第3弾。                                |
| リアルロボット   | 『No.007 キングゲイナー』                    | 「オーバーマン キングゲイナー」                      | 2006年7月15日発売。シリーズ第3弾。                                |
| リアルロボット   | 『No.009 エヴァンゲリオン参号機』            | 「新世紀エヴァンゲリオン」                           | 2006年8月15日発売。シリーズ第4弾。                                |
| リアルロボット   | 『No.010 イングラム1号機』                   | 「機動警察パトレイバー」                             | 2006年9月15日発売。シリーズ第5弾。オリジナル原型制作：田熊勝夫。  |
| リアルロボット   | 『No.011 エヴァンゲリオン零号機・改』        | 「新世紀エヴァンゲリオン」                           | 2006年9月15日発売。シリーズ第5弾。                                |
| リアルロボット   | 『No.013 エヴァンゲリオン4号機』             | 「新世紀エヴァンゲリオン」                           | 2006年10月15日発売。シリーズ第6弾。                               |
| リアルロボット   | 『No.014 イングラム2号機』                   | 「機動警察パトレイバー」                             | 2006年11月15日発売。シリーズ第7弾。オリジナル原型制作：田熊勝夫。 |
| リアルロボット   | 『No.015 ソルティック ラウンドフェイサーH8』 | 「太陽の牙ダグラム」                                 | 2006年11月15日発売。シリーズ第7弾。                               |
| リアルロボット   | 『No.020 タイプJ9 グリフォン』               | 「機動警察パトレイバー」                             | 2007年2月15日発売。シリーズ第10弾。オリジナル原型制作：田熊勝夫。 |
| リアルロボット   | 『No.022 AV-X0 零式』                        | 「機動警察パトレイバー」                             | 2007年3月15日発売。シリーズ第11弾。オリジナル原型制作：田熊勝夫。 |
| ヒューマノイド   | 『No.003 ダンテ』                            | 「デビルメイクライ3」                                | 2006年5月15日発売。シリーズ第1弾。                                |
| ヒューマノイド   | 『No.012 レヴィ』                            | 「BLACK LAGOON」                                     | 2006年10月15日発売。シリーズ第6弾。                               |

#### スーパーロボット
『No.001 新ゲッター1』 「新ゲッターロボ」
2006年5月15日発売。シリーズ第1弾。
『No.008 新ゲッター2』 「新ゲッターロボ」
2006年8月15日発売。シリーズ第4弾。
『No.016 マジンカイザー』 「マジンカイザー」
2006年12月15日発売。シリーズ第8弾。
『No.017 新ゲッター3』 「新ゲッターロボ」
2006年12月15日発売。シリーズ第8弾。
『No.018 ジャイアントロボ』 「ジャイアントロボ THE ANIMATION -地球が静止する日」
2007年1月15日発売。シリーズ第9弾。オリジナル原型制作：田熊勝夫。
『No.019 コンボイ』 「戦え!超ロボット生命体トランスフォーマー」
2007年1月15日発売。シリーズ第9弾。
『No.021 GR2』 「ジャイアントロボ THE ANIMATION -地球が静止する日」
2007年2月15日発売。シリーズ第10弾。オリジナル原型制作：田熊勝夫。
『No.023 ダンガイオー』 「破邪大星ダンガイオー」
2007年3月15日発売。シリーズ第11弾。
『No.024 ガイキング』 「ガイキング LEGEND OF DAIKU-MARYU」
2007年4月15日発売。シリーズ第12弾。
『No.025 メガトロン』 「戦え!超ロボット生命体トランスフォーマー」
2007年4月15日発売。シリーズ第12弾。

#### リアルロボット
『No.002 ダグラム』 「太陽の牙ダグラム」
2006年5月15日発売。シリーズ第1弾。
『No.004 エヴァンゲリオン初号機』 「新世紀エヴァンゲリオン」
2006年6月15日発売。シリーズ第2弾。
『No.005 エヴァンゲリオン零号機』 「新世紀エヴァンゲリオン」
2006年6月15日発売。シリーズ第2弾。
『No.006 エヴァンゲリオン弐号機』 「新世紀エヴァンゲリオン」
2006年7月15日発売。シリーズ第3弾。
『No.007 キングゲイナー』 「オーバーマン キングゲイナー」
2006年7月15日発売。シリーズ第3弾。
『No.009 エヴァンゲリオン参号機』 「新世紀エヴァンゲリオン」
2006年8月15日発売。シリーズ第4弾。
『No.010 イングラム1号機』 「機動警察パトレイバー」
2006年9月15日発売。シリーズ第5弾。オリジナル原型制作：田熊勝夫。
『No.011 エヴァンゲリオン零号機・改』 「新世紀エヴァンゲリオン」
2006年9月15日発売。シリーズ第5弾。
『No.013 エヴァンゲリオン4号機』 「新世紀エヴァンゲリオン」
2006年10月15日発売。シリーズ第6弾。
『No.014 イングラム2号機』 「機動警察パトレイバー」
2006年11月15日発売。シリーズ第7弾。オリジナル原型制作：田熊勝夫。
『No.015 ソルティック ラウンドフェイサーH8』 「太陽の牙ダグラム」
2006年11月15日発売。シリーズ第7弾。
『No.020 タイプJ9 グリフォン』 「機動警察パトレイバー」
2007年2月15日発売。シリーズ第10弾。オリジナル原型制作：田熊勝夫。
『No.022 AV-X0 零式』 「機動警察パトレイバー」
2007年3月15日発売。シリーズ第11弾。オリジナル原型制作：田熊勝夫。

#### ヒューマノイド
『No.003 ダンテ』 「デビルメイクライ3」
2006年5月15日発売。シリーズ第1弾。
『No.012 レヴィ』 「BLACK LAGOON」
2006年10月15日発売。シリーズ第6弾。

### 第2世代「リボルテックヤマグチ」
第1世代でのカテゴリ区別を撤廃。パッケージの色はオレンジ。
『No.026 エヴァンゲリオン量産機（翼バージョン）』 「新世紀エヴァンゲリオン劇場版 Air/まごころを、君に」
2007年5月15日発売。シリーズ第13弾。
『No.027 劇場版エヴァンゲリオン弐号機』 「新世紀エヴァンゲリオン劇場版 Air/まごころを、君に」
2007年5月15日発売。シリーズ第13弾。
『No.028 エヴァンゲリオン初号機F型装備』 「新世紀エヴァンゲリオン2」
2007年6月15日発売。シリーズ第14弾。初回生産分のみ1995円で、第二版以降は2415円。
『No.029 トロ』 「どこでもいっしょ」
2007年6月15日発売。シリーズ第14弾。2008年4月15日発売4期再生産分より頭部違いが発売。
『No.030 ディスヌフ』 「トップをねらえ2!」
2007年7月15日発売。シリーズ第15弾。
『No.031 ゲッター1（OVA版）』 「真ゲッターロボ 世界最後の日」
2007年7月15日発売。シリーズ第15弾。ただしパッケージには「真ゲッター1（OVA版）」と表記されている。
『No.032 新劇場版エヴァンゲリオン初号機』 「ヱヴァンゲリヲン新劇場版」
2007年8月20日発売。シリーズ第16弾。告知当初は映画公開日発売予定であった。
『No.033 新劇場版エヴァンゲリオン零号機』 「ヱヴァンゲリヲン新劇場版」
2007年8月20日発売。シリーズ第16弾。告知当初は映画公開日発売予定であった。
『No.EXTRA 新劇場版"ヤシマ作戦"武装セット』 「ヱヴァンゲリヲン新劇場版:序」
2007年8月20日発売。告知当初は映画公開日発売予定であった。
新劇場版リニューアル装備のポジトロンライフルとESVシールドのセット。原型制作：谷明。
『No.034 スーパーバルキリーVF-1J（一条輝機）』 「超時空要塞マクロス」
2007年9月15日発売。シリーズ第17弾。
『No.035 ブラックゲッター』 「真ゲッターロボ 世界最後の日」
2007年9月15日発売。シリーズ第17弾。
『No.036 ストライクバルキリーVF-1S（フォッカー機）』 「超時空要塞マクロス 愛・おぼえていますか」
2007年10月15日発売。シリーズ第18弾。
『No.037 真ゲッター1』 「真ゲッターロボ 世界最後の日」
2007年10月15日発売。シリーズ第18弾。
『No.038 スーパーバルキリーVF-1A（一条輝機）』 「超時空要塞マクロス 愛・おぼえていますか」
2007年11月15日発売。シリーズ第19弾。
『No.039 ガイキング フェイスオープンVer.』 「ガイキング LEGEND OF DAIKU-MARYU」
2007年11月15日発売。シリーズ第19弾。
『No.040 ヘルダイバー』 「機動警察パトレイバー」
2007年12月15日発売。シリーズ第20弾。
『No.041 ブロッケン（TV版）』 「機動警察パトレイバー」
2007年12月15日発売。シリーズ第20弾。
『No.042 劇場版イングラム1号機』 「機動警察パトレイバー the Movie」
2008年1月12日発売。シリーズ第21弾。
『No.043 鉄人28号』 「鉄人28号」
2008年1月12日発売。シリーズ第21弾。
『No.044 ブラックオックス』 「鉄人28号」
2008年2月15日発売。シリーズ第22弾。
『No.045 グリフォン アクアユニット装備』 「機動警察パトレイバー」
2008年2月15日発売。シリーズ第22弾。オリジナル原型制作：田熊勝夫。
『No.046 スタースクリーム』 「戦え!超ロボット生命体トランスフォーマー」
2008年3月15日発売。シリーズ第23弾。
『No.047 ホットロディマス』 「戦え!超ロボット生命体トランスフォーマー」
2008年3月15日発売。シリーズ第23弾。
『No.048 ジュン』 「どこでもいっしょ」
2008年4月15日発売。シリーズ第24弾。
どこでもいっしょ.comでは小道具ペーパークラフトセット（りんご箱、みかん箱、ゲスト用お菓子箱、テレビさん）のペーパークラフトのダウンロードサービスが行われた。
『No.049 スズキ』 「どこでもいっしょ」
2008年4月15日発売。シリーズ第24弾。
『No.050 グレンラガン』 「天元突破グレンラガン」
2008年5月15日発売。シリーズ第25弾。
一般発売に先駆けで同年2月24日開催のワンダーフェスティバルではワンフェス大先行版が販売された。
『No.051 リガード』 「超時空要塞マクロス」
2008年5月15日発売。シリーズ第25弾。
『No.52 ラゼンガン』 「天元突破グレンラガン」
2008年6月15日発売。シリーズ第26弾。
『No.53 YF-19（イサム機）』 「マクロスプラス」
2008年6月15日発売。シリーズ第26弾。
『No.54 YF-21（ガルド機）』 「マクロスプラス」
2008年6月15日発売。シリーズ第26弾。
『No.55 DMC/ヨハネ・クラウザーII世』 「デトロイト・メタル・シティ」
2008年7月15日発売。シリーズ第27弾。
『No.56 DMC/アレキサンダー・ジャギ』 「デトロイト・メタル・シティ」
2008年7月15日発売。シリーズ第27弾。
『No.57 DMC/カミュ』 「デトロイト・メタル・シティ」
2008年7月15日発売。シリーズ第27弾。
『No.58 グレンラガン（フルドリライズ形態）』 「天元突破グレンラガン」
2008年8月15日発売。シリーズ第28弾。
『No.59 レーバテイン』 「フルメタル・パニック!」
2008年8月15日発売。シリーズ第28弾。
2590円。当時、シリーズ最大のボリュームを持つ特別デラックス版として発売された。
『No.60 エンキ』 「天元突破グレンラガン」
2008年9月15日発売。シリーズ第29弾。
『No.61 プロテクトギア』 「紅い眼鏡/The Red Spectacles」
2008年9月15日発売。シリーズ第29弾。オリジナル原型制作：田熊勝夫。
『No.62 天元突破グレンラガン』 「天元突破グレンラガン」
2008年10月15日発売。シリーズ第30弾。
『No.63 リッキー』 「どこでもいっしょ」
2008年10月15日発売。シリーズ第30弾。
『No.64 エンキドゥ』 「天元突破グレンラガン」
2008年11月15日発売。シリーズ第31弾。
『No.65 ピエール』 「どこでもいっしょ」
2008年11月15日発売。シリーズ第31弾。

### 第2世代「NEW ファミリー」
2007年より企画された山口以外の原型制作によるシリーズ。
『セイバー』 「Fate/stay night」
2007年5月1日発売。2499円。原型制作：榎木ともひで。
肘関節が取れてしまう欠陥品が多かった為、交換が実施された。
『セイバーオルタ』 「Fate/stay night」
2007年7月1日発売。2499円。原型制作：榎木ともひで。

### 第3世代「NEOリボルテック」
2008年11月以来発売を休止していたリボルテックヤマグチの新世代シリーズ。パッケージの色は白。「REVOLTECH YAMAGUCHI」のロゴデザインが一新されている。
尚、「NEOリボルテック」は本来は「ヤマグチシリーズ」のみでなく、2009年6月1日以降のリボルテックシリーズ全体を指すものである（以後のリストでの (NR-XX) 表記が「NEOリボルテック」としての通し番号）。また、このシリーズよりユーザー還元施策「リボチップポイント」が開始された。
『No.066 グレン&ラガン』(NR-02) 「天元突破グレンラガン」
2009年6月1日発売。
『No.067 エヴァンゲリオン初号機[新劇場版：破]エディション』(NR-05) 「ヱヴァンゲリヲン新劇場版:破」
2009年6月15日発売。2号機[新劇場版：破]エディション用のボーナスパーツ付属。
『No.068 エヴァンゲリオン2号機[新劇場版：破]エディション』(NR-06) 「ヱヴァンゲリヲン新劇場版：破」
2009年6月15日発売。
『No.069 エヴァンゲリオン仮設5号機[新劇場版：破]エディション』(NR-07) 「ヱヴァンゲリヲン新劇場版：破」
2009年6月15日発売。原型製作：谷明
劇場公開前に公開されていたカラーリングを元に彩色されたもの。劇場公開されたものとカラーリングが異なっている。
『No.070 アークグレンラガン』(NR-09) 「天元突破グレンラガン」
2009年7月1日発売。
『No.071 超銀河グレンラガン』(NR-12) 「天元突破グレンラガン」
2009年7月15日発売。
『No.072 レイカル・オリハルコン』(NR-16) 「オリハルコン・レイカル」
2009年8月15日発売。箱絵にレイカルのイラストを使用。シリーズ初の「分離・合体ギミック」を搭載。
『No.073 グル〜ミ〜』(NR-17) 「いたずらぐまのグル〜ミ〜」
2009年8月15日発売。飼い主のビティー君（リストジョイントで手足が可動）も付属する。以前からリボルテックに注目していた作者の森チャックがリボルテック トロに触発され海洋堂に自ら企画を持ち込んだ商品。
2010年10月15日、一部パーツに変更（グル〜ミ〜が返り血を浴びている、ビティー君の胸に傷痕が付けられ、血の気が引いた顔パーツと交換可）を加えた「ヘビーブラッディver.」として再発売。
『No.074 ゲッタードラゴン』(NR-21) 「真ゲッターロボ 世界最後の日」
2009年9月15日発売。
『No.075 ネオゲッター1』(NR-22) 「真ゲッターロボ対ネオゲッターロボ」
2009年9月15日発売。
『No.076 覚醒版エヴァンゲリオン初号機[新劇場版：破]エディション』(NR-25) 「ヱヴァンゲリヲン新劇場版：破」
2009年10月15日発売。
『No.077 エヴァンゲリオン仮設5号機（劇中カラー版）』(NR-26) 「ヱヴァンゲリヲン新劇場版：破」
2009年10月15日発売。原型製作：谷明
劇場公開の際にカラーリングが変更されていたため、それに準拠したカラーリングで出し直したもの。オプションパーツなどに変更は無い。これによりNo.069の公開前設定カラーの仮設5号機は3次販売分で生産終了となった。
『No.078 ダンクーガ』(NR-27) 「超獣機神ダンクーガ」
2009年10月15日発売。
『No.079 伊達政宗』(NR-30) 「戦国BASARA」
2009年11月15日発売。初回生産分は兜の角飾りにメッキがあしらわれている。
『No.080 真田幸村』(NR-31) 「戦国BASARA」
2009年11月15日発売。初回生産分は槍の穂先にメッキがあしらわれている。
『No.081 アーバレスト』(NR-33) 「フルメタル・パニック!」
2009年12月15日発売。アニメ版とデザインが統一された後の小説版アーバレスト（「超解!フルメタル・パニック!2007」の画稿参照）を元にしており、小説版に描写のあったギミックを充実させている。ワイヤーガン基部などの各部設定は海老川兼武によって小説の描写を元にして新たに描き起こされたものである。
『No.059 レーバテイン[新装版]』 「フルメタル・パニック!」
2009年12月15日発売。これまで一度も再発売が行われていなかったが、アーバレストの発売に伴い新装版として販売されることとなった。パッケージがNEOリボルテック仕様に変更されている。2900円。
新装版発売にあたり細部の設計変更が行われたが、説明書の一部表記が以前のバージョンのままであったため、それに従った結果「デモリッション･ガンのグリップが破損する」という現象が報告された。公式サイトでは緊急の告知ページを開設、ユーザーサポートを行っている。
『No.082 三段変形バルキリー VF-1A 劇場版 [一条輝機]』(NR-36) 「超時空要塞マクロス 愛・おぼえていますか」
2010年1月15日発売。
『No.083 三段変形バルキリー VF-1S 劇場版 [ロイ･フォッカー機]』(NR-37) 「超時空要塞マクロス 愛・おぼえていますか」
2010年1月15日発売。
『No.084 三段変形バルキリー VF-1J TV版 [一条輝機]』(NR-40) 「超時空要塞マクロス」
2010年2月15日発売。
『No.085 グレンダイザー』(NR-41) 「UFOロボ グレンダイザー」
2010年2月15日発売。
『No.086 レイトン教授』(NR-44) 「レイトン教授シリーズ」
2010年3月15日発売。
『No.087 長曾我部元親』(NR-48) 「戦国BASARA」
2010年4月15日発売。
『No.088 毛利元就』(NR-49) 「戦国BASARA」
2010年4月15日発売。
『No.089 ゲッター號（漫画版）』(NR-53) 「ゲッターロボ號」
2010年5月15日発売。
『No.090 エヴァンゲリオン2号機[新劇場版：破]エディション "ザ･ビースト"ver.』(NR-54) 「ヱヴァンゲリヲン新劇場版：破」
2010年5月15日発売。初回生産分のみ2号機用のサンダースピアが付属する。
『No.091 ヴァッシュ･ザ･スタンピード』(NR-60) 「トライガン」
2010年6月15日発売。アッセンブルボーグの武器を持てる手首を同梱。作者の内藤泰弘がアッセンブルボーグをプロデュースしていることから実現したコラボレーションである。
『No.092 ニコラス･D･ウルフウッド』(NR-61) 「トライガン」
2010年6月15日発売。ヴァッシュ同様にアッセンブルボーグに対応する手首を同梱。
『No.093 ブレードライガー』(NR-66) 「ゾイド」
2010年7月15日発売。原型製作：谷明
リボプライヤー（ゴールド）が付属し、10Pリボチップ1枚ではなく2Pリボチップ10枚が付属する。4900円。
『No.094 徳川家康』(NR-70) 「戦国BASARA」
2010年8月15日発売。
『No.095 石田三成』(NR-71) 「戦国BASARA3」
2010年8月15日発売。
『No.096 ジェノブレイカー』(NR-76) 「ゾイド」
2010年9月15日発売。原型製作：谷明
リボプライヤー（シルバー）が付属し、10Pリボチップが2枚付属する。6500円。
『No.097 ルパン三世』(NR-81) 「ルパン三世」
2010年10月15日発売。付属のリボコンテナが金庫を模した特別カラー版となっており、付属のノブを付けることで金庫に見立てられる。
『No.EX 新劇場版エヴァコレクターズBOX』「ヱヴァンゲリヲン新劇場版：破」
2010年10月15日発売。初号機・2号機・零号機（改）・3号機の「新劇場版:破」エディションの4個セット。リボプライヤー1個、リボチップ4枚、コンテナ4個付き。8500円。
『No.098 次元大介』(NR-85) 「ルパン三世」
2010年11月15日発売。
『No.099 ゲッターアーク』(NR-91) 「ゲッターロボ アーク」
2010年12月15日発売。2008年1月8日放映のNHK番組『マイスター魂』で製作中の原型が公表されていた。
『No.100 Evangelion Evolution エヴァンゲリオン初号機』(NR-95) 「ヱヴァンゲリヲン新劇場版」
2011年1月15日発売。ヱヴァンゲリヲン新劇場版の名場面を再現したヴィネットが付属する新シリーズ「Evangelion Evolution」の第1弾。第4の使徒を模したLED発光ギミック内蔵のディスプレイベースが付属。3480円（初回生産分のみ3000円）。
『No.101 ガンバスター』(NR-99) 「トップをねらえ!」
2011年2月15日発売。専用パーツへの交換によりバスターマシン1号&2号への組み替えが可能。2980円。
『No.102 Evangelion Evolution エヴァンゲリオン2号機』(NR-102) 「ヱヴァンゲリヲン新劇場版」
2011年3月15日発売。第7の使徒戦を再現できる「キリモミ回転ベース」、使徒のコアが付属。3480円。
『No.103 ジェフティ』(NR-104) 「ZONE OF THE ENDERS」
2011年4月15日発売。2980円。
『No.104 Evangelion Evolution エヴァンゲリオン零号機（改）』(NR-106) 「ヱヴァンゲリヲン新劇場版」
2011年5月15日発売。第10の使徒戦時の包帯姿をパーツ差し替えで再現可能。N2弾道弾と第10の使徒のヴィネットが付属。3480円。
『No.105 OVA版ゲッター1（リニューアル版）』(NR-108) 「真ゲッターロボ 世界最後の日」
2011年6月15日発売。2990円。
『No.106 Evangelion Evolution エヴァンゲリオン3号機』(NR-110) 「ヱヴァンゲリヲン新劇場版」
2011年7月15日発売。組み伏せられた初号機の上半身のヴィネット、肩から生えた新たな腕などが付属。3480円。リボチップポイントが付属する最後の商品となった。
『No.107 レーバテイン（最終決戦仕様）』(NR-113) 「フルメタル・パニック!」
2011年8月15日発売。3980円。
『No.108 Evangelion Evolution エヴァンゲリオンMark.06』(NR-??)「ヱヴァンゲリヲン新劇場版」
2011年9月15日発売。満月型のヴィネット（LED発光ギミック付き）と天使の輪が付属。3480円。
『No.109 緋村剣心』（NR-120）「るろうに剣心」
『No.110 緋村抜刀斎』（NR-121）「るろうに剣心」
2011年10月15日発売。共に2980円。
『No.111 ジェフティ（アヌビス版）』（NR-125）「ANUBIS ZONE OF THE ENDERS」
2011年11月15日発売。カラーリング変更・ホーミングミサイルを追加したバージョン。2980円。
『No.112 Evangelion Evolution エヴァンゲリオン仮設5号機』(NR-127)「ヱヴァンゲリヲン新劇場版」
2011年11月15日発売。第3の使徒のヴィネット、手で転がせる車輪ユニットが付属。3480円。
『No.113 アヌビス』（NR-134）「ANUBIS ZONE OF THE ENDERS」
2011年12月15日発売。3480円。
『No.114 アーカード』（NR-139）「HELLSING」
2012年1月15日発売。2980円。
『No.115 BABY MIRO』（NR-144）「A BATHING APE」
2012年2月15日発売。アパレルブランド「A BATHING APE」のマスコットキャラをモデル化したもの。2980円。
『No.116 エドワード・エルリック』（NR-150）「鋼の錬金術師」
2012年3月15日発売。2980円。
『No.117 アルフォンス・エルリック』（NR-154）「鋼の錬金術師」
2012年4月15日発売。3480円。
『No.118 エヴァンゲリオン量産機（完全版）』(NR-159)「新世紀エヴァンゲリオン 劇場版 Air/まごころを、君に」
2012年5月15日発売。以前発売されたエヴァンゲリオン量産機「武器バージョン」「翼バージョン」の2つの内容を統合して再発売したもの。2980円。
『No.119 グレンラガン（グレンウイングver.）』(NR-163) 「天元突破グレンラガン」
2012年6月15日発売。2008年5月に発売されたNo.050 グレンラガンのリニューアル再発売版。2980円。
『No.120 ジェフティ＆ベクターキャノン』（NR-??）「ANUBIS ZONE OF THE ENDERS」
2012年7月15日発売。4980円。
『No.121 リオレウス』（NR-??）「モンスターハンター」
2012年7月15日発売。3980円。
『No.122 ウォクス・アウラ（NR-??）「輪廻のラグランジェ」
2012年8月15日発売。3980円。
『No.123 ハンター男剣士 レウスシリーズ』（NR-??）「モンスターハンター」
2012年9月15日発売。3480円。
『No.124 エヴァンゲリオン2号機 新型装備』（NR-??）「ヱヴァンゲリヲン新劇場版：破 TV版」
2012年10月15日発売。新劇場版：破のTV版で、「新劇場版：Q」の次回予告映像に登場した姿を再現したもの。4480円。
『No.125 島津豊久』（NR-??）「ドリフターズ」
2012年11月15日発売。3480円。
『No.126 タチコマ』（NR-??）「攻殻機動隊 STAND ALONE COMPLEX」
『No.126EX タチイエロー』（NR-??）「攻殻機動隊 STAND ALONE COMPLEX」
2012年12月15日発売。付属のマグネットで金属面に貼り付けたり、プルバック式の走行ユニットを装着して走らせられる。3480円。
『No.127 ネイキッドジェフティ』（NR-??）「ANUBIS ZONE OF THE ENDERS」
2013年1月15日発売。3480円。

### リボルテックミニチュア
コンビニエンスストアでの販売を前提とした、通常より約2/3の大きさに小型化されたシリーズ。
『新劇場版エヴァンゲリオン初号機』 「ヱヴァンゲリヲン新劇場版：序」
2007年9月4日発売。
『新劇場版エヴァンゲリオン零号機』 「ヱヴァンゲリヲン新劇場版：序」
2007年9月4日発売。
『ヱヴァンゲリヲン新劇場版武装セット　ポジトロンライフルVer.』 「ヱヴァンゲリヲン新劇場版：序」
2007年9月18日発売。コンビニ販売はせずホビー流通のみでの販売。
『ヱヴァンゲリヲン新劇場版武装セット　ESVシールドVer.』 「ヱヴァンゲリヲン新劇場版：序」
2007年9月18日発売。コンビニ販売はせずホビー流通のみでの販売。
『リボルテックダンボーmini』 「よつばと!」
2008年12月23日発売。

### マイクロヤマグチ リボルミニ
リボルテックを70%の大きさにして低価格化を狙った商品。
『rm-001 ソリッド・スネーク』 「METAL GEAR SOLID」
2014年7月25日発売。
『rm-002 キン肉スグル』 「キン肉マン」
2014年7月25日発売。
『rm-003 アイアンマン　MK.6』 「アイアンマン2」
2014年8月25日発売。
『rm-004 伊達政宗』 「戦国BASARA」
2014年9月25日発売。
『rm-005 サイボーグ忍者』 「METAL GEAR SOLID」
2014年10月25日発売。
『rm-006 ウォーマシン』 「アイアンマン2」
2014年11月25日発売。
『rm-007 ブラックホール』 「キン肉マン」
2014年12月22日発売。
『rm-008 石田三成』 「戦国BASARA」
2015年1月25日発売。
『rm-009 ロビンマスク』 「キン肉マン」
2015年2月25日発売。
『rm-010 ウォーズマン』 「キン肉マン」
2015年2月25日発売。
『rm-011 キン肉マングレート』 「キン肉マン」
2015年4月25日発売。
『rm-012 ヴェノム・スネーク』 「METAL GEAR SOLID VTHE PHANTOM PAIN」
2015年5月25日発売。
『rm-013 クラウス』 「血界戦線」
2015年8月25日発売。
『rm-014 ザップ』 「血界戦線」
2015年8月25日発売。
『rm-015 ヴェノム・スネーク オリーブドラブ野戦服Ver.』 「METAL GEAR SOLID VTHE PHANTOM PAIN」
2015年8月25日発売。
『血界戦線 WF2015夏会場限定 クラウス&ザップ スペシャルボックスセット』 「血界戦線」
2015年7月26日発売。
『血界戦線「クラウス＆ザップ」TWIN BOX』 「血界戦線」
2017年11月17日発売。
『rmex-001 ペンタゴン』 「キン肉マン」
2015年2月20日発売。
『rmex-002 ソ連軍兵士』 「METAL GEAR SOLID VTHE PHANTOM PAIN」
2015年9月5日発売。

### よつば立体化作戦
あずまきよひこ作の漫画「よつばと!」とのコラボレーション企画。原型制作は全て榎木ともひで。
『よつばとリボルテック』
2007年9月27日、同単行本7巻と同時発売。海洋堂ホビーロビーおよび通販では黄緑色のリボプライヤーも配布された。
『リボルテック ダンボー』
2007年12月1日発売。Amazon.co.jp限定バージョンも同時に発売（後述）。
『よつばとリボルテックDX夏休みセット』
2008年8月1日発売。よつばとリボルテックとは表情が全て異なり、おでかけ用の帽子、カバン、虫取り網、虫かご等が付属し上着にKODOMOUSAGIの絵が描かれている。水鉄砲は付属しない。
『リボルテック ダンボー セブン-イレブンネットBOX版』
2008年11月27日発売。
『リボルテックダンボー・ミニ Amazon.co.jp ボックスバージョン』
2008年12月23日発売。
以下はポーズ固定の完成品PVCフィギュアでリボルバージョイントは使われておらず、厳密にはリボルテックシリーズではないが、「よつば立体化作戦」シリーズに位置づけられるため、便宜上ここに記す。
『綾瀬風香 制服Version』
2007年11月1日発売。よつばと組み合わせられるよう同スケールとなっている。
『綾瀬風香 Tシャツ版/AMWロゴ編』
電撃大王2008年8月号の誌上通販。
『綾瀬風香 水着Version』
2008年9月1日発売。
『綾瀬恵那』
2008年9月1日発売。
『綾瀬風香 Tシャツ版 セブン-イレブンネット編』
2008年11月27日発売。

### フロイラインリボルテック
女性型素体E.L.Fを使用した女性アクションフィギュアシリーズ。フロイラインはドイツ語で「お嬢さん」の意。原型制作はすべて榎木ともひで。
『#001 綾波レイ』 「新世紀エヴァンゲリオン」
2007年12月22日発売。初回生産のみ特別価格。
海洋堂ホビーロビーでは購入特典としてクリアブラックのスタンドが付けられた。
『#002 遠坂凛』  「Fate/stay night」
2008年2月1日発売。
『#003 惣流・アスカ・ラングレー』 「新世紀エヴァンゲリオン」
2008年3月1日発売。
『#004 へっぽこ女の子戦士POCCO（ポッコ）』 「山下しゅんや作品集「Sweet Dreams」」
2008年4月1日発売。
『#005 天海春香』 「THE IDOLM@STER」
2008年5月1日発売。ゴシックプリンセス（黒カラー）版。
『#006 双海真美』 「THE IDOLM@STER」
2008年6月1日発売。ゴシックプリンセス（黒カラー）版。
『#007 双海亜美』 「THE IDOLM@STER」
2008年7月1日発売。ゴシックプリンセス（黒カラー）版。
『#008 綾波レイ（包帯バージョン）』 「新世紀エヴァンゲリオン」
2008年8月1日発売。同梱スタンドはホワイト。
『#009 星井美希』 「THE IDOLM@STER」
2008年9月1日発売。ゴシックプリンセス（黒カラー）版。
「覚醒」仕様（茶髪ショート）のヘッドパーツが付属し、相互に付け替えが可能。
『#010 ヨーコ』 「天元突破グレンラガン」
2008年10月1日発売。
『#011 長谷川遥』 「もやしもん」
2008年11月1日発売。
『#012 文化祭SPECIAL No.01 涼宮ハルヒ バニーVer.』 「涼宮ハルヒの憂鬱」
2009年2月1日発売。
『#013 文化祭SPECIAL No.02 長門有希 魔法使いVer.』 「涼宮ハルヒの憂鬱」
2009年3月1日発売。
『#014 文化祭SPECIAL No.03 朝比奈みくる ミクルの冒険Ver.』 「涼宮ハルヒの憂鬱」
2009年4月1日発売。
（#015）
欠番。
『#016 ヨーコ　劇場版』 「劇場版 天元突破グレンラガン 紅蓮篇」
2009年5月1日発売。
『#017 真希波・マリ・イラストリアス』(NR-52) 「ヱヴァンゲリヲン新劇場版：破」
2010年5月1日発売。
『#018 式波・アスカ・ラングレー（テスト用プラグスーツ版）』(NR-58) 「ヱヴァンゲリヲン新劇場版：破」
2010年6月1日発売。
『#019 綾波レイ Ver.2.0』(NR-64) 「ヱヴァンゲリヲン新劇場版：破」
2010年7月1日発売。
『#020 真希波・マリ・イラストリアス（旧型プラグスーツ版）』(NR-80) 「ヱヴァンゲリヲン新劇場版：破」
2010年10月1日発売。
『#021 式波・アスカ・ラングレー（プラグスーツ版）』(NR-84) 「ヱヴァンゲリヲン新劇場版：破」
2010年11月1日発売。
『ヨーコ　セーラー服ver.』
2015年6月5日発売。「天元突破グレンラガン 男どアホウ! 編」(3)特装版（4,298円） に付属

### 北斗の拳REVOLUTION
北斗の拳25周年記念企画。基本価格は2450円。
原型制作は例外を除き松浦健が担当。
『No.001 ケンシロウ』
2008年9月1日発売。
『No.002 爆裂!ジード団』
2008年9月1日発売。原型制作:大嶋優木。
『No.003 レイ』
2008年10月1日発売。
『No.004 ジャギ』
2008年11月1日発売。
『No.005 トキ』
2008年12月1日発売。
『No.006 シン』
2009年1月1日発売。
『No.007 ラオウ』
2009年2月1日発売。
『No.008 ウイグル獄長』
2009年3月1日発売。
『No.009 レイ白髮Ver.』
2009年4月1日発売。
『No.010 シュウ』
2009年5月1日発売。
『No.011 ケンシロウ最終決戦Ver.』(NR-04)
2009年6月1日発売。
『No.012 サウザー』(NR-11)
2009年7月1日発売。
『No.013 ラオウ最終決戦Ver.』(NR-15)
2009年8月1日発売。
『No.014 ラオウ&黒王号』(NR-20)
2009年9月1日発売。シリーズ随一の大型商品。価格が他の商品と異なり8900円となる。北斗の拳レボリューションポイントが付属する最後の商品で、この商品のみ2ポイント付属する。
『No.015 ファルコ』(NR-23)
2009年10月1日発売。右腕にLEDによる発光ギミックを搭載。
『No.016 ジュウザ』(NR-29)
2009年11月1日発売。
『No.017 ケンシロウ（修羅の国バージョン）』(NR-32)
2009年12月1日発売。
『No.018 名も無き修羅』(NR-35)
2010年1月1日発売。
『No.019 カイオウ』(NR-39)
2010年2月1日発売。
『No.020 ユリア』(NR-43)
2010年3月1日発売。
『No.021 ケンシロウ（北斗無双Ver.）』(NR-77)
2010年9月15日発売。
『No.022 レイ（北斗無双Ver.）』(NR-82)
2010年10月15日発売。
『No.022 レイ（北斗無双Ver.）白髪版』(NR-82)
2010年10月15日発売。
『No.023 ラオウ（北斗無双Ver.）』(NR-86)
2010年11月15日発売。
- 非売品

ケンシロウ最終決戦Ver. ゴールド版
ラオウ 最終決戦Ver. ゴールド版
一定点数の「北斗の拳レボリューションポイント」を貯めて応募するともれなく貰える「北斗の拳REVOLUTION セブンスターズキャンペーン」の景品。
ケンシロウ 修羅の国Ver. ゴールド版
リボルテックTシャツ（神宮司訓之ver.、オレンジ、フリーサイズ）
リボルテックグッズ4点セット（リボプライヤー、リボコンテナ、リボルバージョイント10個セット、リボルテックステッカーを各1個）
北斗の拳REVOLUTION セブンスターズキャンペーンファイナルで獲得できる景品。
マルハンオリジナル スペシャルカラーフィギュア3体セット
パチンコ店「マルハン」の景品のみで入手できる。ケンシロウ・ラオウ・爆裂!ジード団の3体セット。プラチナカラーに塗装され、ジード団は頭に「777」と書かれたタトゥーが入れられている。2010年2月上旬から取り扱い開始。

### ストリートファイターオンラインリボルテック
ダレットのオンラインゲーム「ストリートファイター オンライン マウスジェネレーション」とのコラボレーションシリーズ。ゲームの方もリボルバージョイントをもつフィギュア同士が対戦するという内容になっている。価格は1680円。
『SFO-01 リュウ』
原型製作：田熊勝夫
『SFO-02 テイラン』
原型製作：松本栄一郎
『SFO-03 チュンリー』
原型製作：BOME/加藤太一
『SFO-04 ヒコ』
原型製作：木下隆志
『SFO-05 ザンギエフ』
原型製作：山口勝久
『SFO-06 バイチョウフ』
原型製作：加藤太一
『SFO-07 ケン』
原型製作：田熊勝夫
『SFO-08 ガイル』
原型製作：田熊勝夫
『SFO-09 レイコチュウ』
原型製作：木下隆志

### アッセンブルボーグ
内藤泰弘がプロデュースするオリジナルトイシリーズであり、公式サイトでは独自のストーリーが展開されている。従来のシリーズとは異なり、リボルバージョイントを使った「組み換え」の部分に重点を置いており、ユーザーの発想によって様々な形状に組み換えが可能。公式サイトでもユーザーの作った組み換え作品の紹介が行われ、優秀作はワンダーフェスティバル等のイベントで展示される場合もある。このシリーズからリボルバージョイントの可動部分を廃したストレートジョイントが登場した。公式サイト（海洋堂ミュージアムストア）及び海洋堂ホビーロビー東京限定販売。
- 第1章「緊急発進!!：BlastOff!!（ブラストオフ!!）」

『001 ミスターアッセンブル』
2008年12月15日発売。2500円。
『002 バレルズスピーダー』
2008年12月15日発売。3300円。
『003 アッセンブルボーグ・バロン』
2009年1月15日発売。2500円。
『004 アッセンブルボーグ・サイバー』
2009年1月15日発売。2500円。
- 第2章「敵鬼襲来!!：meteoraiders!!（メテオレイダース!!）」

『005 ジャークノイド・エグゾ』(NR-01)
2009年6月1日発売。2500円。
『006 ジャークノイド・イーグ』(NR-08)
2009年7月1日発売。2500円。
『007 ジャークノイド・ザイン』(NR-13)
2009年8月1日発売。2500円。
『008 ドゥームダイバー』(NR-18)
2009年9月1日発売。2980円。
- 第3章「反撃戦隊!!：CounterStrike!!（カウンターストライク!!）」

『009 ゴーストガンナー』(NR-59)
2010年6月1日発売。2500円。
『010 トライストライカー』(NR-65)
2010年7月1日発売。7800円。
『011 パンツァーパンチャー』(NR-69)
2010年8月1日発売。2500円。
『012 ソニックスラッシャー』(NR-74)
2010年9月1日発売。2500円。
- 第4章「機甲装身!!：Assault Gear!!（アサルトギア!!）」

『013 ワイルダネスクローラー』(NR-90)
2010年12月1日発売。3300円。
『014 ストラトフライヤー』(NR-94)
2011年1月1日発売。3300円。
『015 アビスシーカー』(NR-98)
2011年2月1日発売。3300円。
- 第5章「邪悪変外!!：Devilmorph!!(（デビルモーフ!!）

『016 デビルズブラッド』
『017 アシッドワーム』
2011年10月1日発売。共に2500円。
『018 トーチャーマニア』
2011年11月1日発売。2500円。
『019 ハデスポッド』
2011年12月1日発売。5200円。
- 番外

『CODE-EX バレルズスピーダー TYPE B』(NR-??)
『CODE-EX バレルズスピーダー TYPE C』(NR-??)
2011年3月1日発売。『002 バレルズスピーダー』のリデコレーション&付属アッセンブルパーツの変更版。各3300円。
『ベーシックボディ・ラストラン』
2012年9月1日発売。ガンメタリックカラーの素体に、ミスターアッセンブル・バロン・サイバー3種類の頭部・胸部パーツと、新デザインの頭部・胸部パーツ3種類をセットした特別セット。
このセットが初期アッセンブルボーグ素体の最終生産モデルとなる。2500円。

- 非売品

『金メッキ版ミスターアッセンブル・バロン・サイバー』
リボチップポイント100Pと交換で、ブレストパーツとインナーヘッド部分に金メッキをあしらったミスターアッセンブル（通常のパーツも付属）を入手できる。メーカーHP「リボルテック・イン!」では、「バロン」「サイバー」の金メッキ版の交換サービスも案内されている。
『ミニサイズミスターアッセンブル』
リボチップポイント50Pと交換。手のひらサイズにミニチュア化されたミスターアッセンブル。関節は全てフル可動し、黒・クリアスモーク・クリアホワイトの3種類のどれか（色指定は出来ない）と交換できる。
『ミニサイズジャークノイド・エグゾ』
2009年6月に発売されたリボルテック商品の、初回販売分などに同梱されている手のひらサイズのエクゾ。
ただしこちらは「体験ミニフィギュア」と銘打っており、肩以外の関節はダミーパーツの為可動しない。可動させるには別売りのリボルバージョイントを購入して、ダミーパーツと入れ替える必要がある。
紫・緑・赤・透明の4色がラインナップされたが、透明のものはワンダーフェスティバル2009夏に海洋堂ブースで配布された特別版であり、通常の商品には同梱されない。

### リボルテック　クイーンズブレイド
2009年6月1日よりシリーズ化開始。クイーンズブレイドのキャラクターのみで構成されるシリーズ。S（攻め）モードとM（負け）モードという状態を作ることがコンセプトの一つにある。Sモードは通常の状態、Mモードは鎧がはだける・服が破れるなどの状態である。これらのモードをパーツの差し替えにより再現できる。原型制作は無記述のものは大嶋優木が担当。基本価格は2900円。
『No.001 流浪の戦士 レイナ』(NR-03)
2009年6月1日発売。
『No.002 冥土へ誘うもの アイリ』(NR-10)
2009年7月1日発売。
『No.003 歴戦の傭兵 エキドナ』(NR-14)
2009年8月1日発売。原型製作：加藤太一
『No.004 光明の天使 ナナエル』(NR-19)
2009年9月1日発売。
『No.005 千変の刺客 メローナ』(NR-24)
2009年10月1日発売。
『No.006 古代の王女 メナス』(NR-28)
2009年11月1日発売。原型製作：松本栄一郎
『No.002-EX 冥土へ誘うもの アイリ 2Pカラー』(NR-10-EX)
2009年12月1日発売。
初回生産限定商品。リボコンテナがクリアピンクになっており、キャラ専用のおまけアイテムが付属する。
『No.004-EX 光明の天使　ナナエル 2Pカラー』(NR-19-EX)
2009年12月1日発売。
初回生産限定商品。リボコンテナがクリアピンクになっており、キャラ専用のおまけアイテムが付属する。
『No.007 戦闘教官 アレイン』(NR-34)
2010年1月1日発売。
『No.008 近衛隊長 エリナ』(NR-38)
2010年2月1日発売。
『No.009 武器屋 カトレア』(NR-42)
2010年3月1日発売。原型製作：松本栄一郎
『No.010 森の番人 ノワ』(NR-47)
2010年4月1日発売。
『No.011 逢魔の女王 アルドラ』
2010年7月31日発売。原型製作：宮川武
「クイーンズブレイド リベリオン 召喚士アルドラ リボルテック 逢魔の女王アルドラ付き初回限定版」にゲームブックとセットで同梱されている。価格は4400円。
『No.EX 門を開く者 アリス（リボルテッククイーンズブレイド EXTRA クイーンズゲイト）』(NR-75)
2010年9月1日発売。
『No.012 鋼鉄姫 ユーミル』(NR-101)
2011年3月1日発売。
『No.007 戦闘教官 アレイン 2Pカラー』(NR-34)
2011年3月1日発売。
これまでに発売された他製品の2Pカラー版とは異なり、型番・パッケージが同じ（2Pカラーであることを表すシールが貼付されている）。リボコンテナも通常品と同一色であり、おまけアイテムも付属していない。
『No.013 叛乱の騎士姫 アンネロッテ』
2011年8月発売。画集「ヴァンキッシュド・クイーンズ」（数量限定生産版）に同梱されている。4980円。
『No.012 鋼鉄姫 ユーミル 2Pカラー』(NR-101)
2011年11月1日発売。
アレイン 2Pカラーと同様の仕様。
『No.014 異端審問官 シギィ』
『No.014EX 異端審問官 シギィ 2Pカラー』
2012年4月1日発売。パッケージは両製品兼用で、区別のためシールが貼付されている。両製品間では付属している顔パーツが一部異なる、2Pカラー版にのみ付属しているハンドパーツがある、という違いがある。
『No.015 門を開く者 アリス ブースト版』
『No.015EX 門を開く者 アリス ブースト版（デザイナーズカラー）』
2012年5月1日発売。シギィと同様のパッケージ仕様であり、両製品間で顔パーツの違いのほか、デザイナーズカラー版には防護溶液が漏れた状態のパンツパーツが付属していないという違いがある。

### 特撮リボルテック
2010年4月より展開されているシリーズ。日本国内外問わず、実写映画や特撮番組に登場したキャラクターをリボルテック化して発売していく。基本価格は2850円。パッケージ扉内側には詳細な作品解説が載っている。
『No.001 エイリアン』(NR-45) 「エイリアン」
2010年4月1日発売。原型製作：矢竹剛教（可動アレンジ：松本栄一郎）
2010年11月に「特撮リボルテック2010体感キャラバン【秋→冬】」会場限定の「CLEAR Ver.」が発売。
『No.002 大魔神』(NR-46) 「大魔神」
2010年4月1日発売。原型製作：田熊勝夫
『No.003 ブースカ』(NR-50) 「快獣ブースカ」
2010年5月1日発売。原型製作：木下隆志
『No.004 バラゴン』(NR-51) 「フランケンシュタイン対地底怪獣」
2010年5月1日発売。原型製作：松村しのぶ
『No.005 ジャック･スケリントン』(NR-55) 「ナイトメアー・ビフォア・クリスマス」
2010年6月1日発売。原型製作：寺岡邦明
『No.006 ガメラ（平成版）』(NR-56) 「ガメラ 大怪獣空中決戦」
2010年6月1日発売。原型製作：松村しのぶ
『No.007 ギャオス（平成版）』(NR-57) 「ガメラ 大怪獣空中決戦」
2010年6月1日発売。原型製作：松村しのぶ
『No.008 バットマン』(NR-62) 「ダークナイト」
2010年7月1日発売。原型製作：寒河江弘
『No.009 ジャイアントロボ』(NR-63) 「ジャイアントロボ」
2010年7月1日発売。原型製作：田熊勝夫
『No.010 ウッディ』(NR-67) 「トイ・ストーリー」
2010年8月1日発売。原型製作：松本栄一郎
『No.011 バズ・ライトイヤー』(NR-68) 「トイ・ストーリー」
2010年8月1日発売。原型製作：松本栄一郎
『No.012 モスラ』(NR-72) 「モスラ」
2010年9月1日発売。原型製作：木下隆志
『No.013 モゲラ』(NR-73) 「地球防衛軍」
2010年9月1日発売。モゲラ原型製作：田熊勝夫（マーカライトファープ原型製作：渡辺結樹）
『No.014 ジェイソン・ボーヒーズ』(NR-78) 「13日の金曜日」
2010年10月1日発売。原型製作：鬼木祐二、小関正明（造形総指揮：竹谷隆之 製作協力：山口隆、竹谷隆之）
『No.015 メーサー殺獣光線車』(NR-79) 「フランケンシュタインの怪獣 サンダ対ガイラ」
2010年10月1日発売。原型製作：谷明（可動アレンジ：大津敦哉）
『No.016 エイリアン ウォーリアー』(NR-83) 「エイリアン2」
2010年11月1日発売。原型製作：松本栄一郎（原型協力：矢竹剛教）
『No.017 サンタジャック』(NR-87) 「ナイトメアー・ビフォア・クリスマス」
2010年11月15日発売。原型製作：寺岡邦明
『No.018 エイリアン・クイーン』(NR-88) 「エイリアン2」
2010年12月1日発売。価格は3600円。初回生産分のみ3300円。原型製作：渡辺結樹
『No.019 ラドン』(NR-89) 「空の大怪獣ラドン」
2010年12月1日発売。原型製作：渡辺結樹
『No.020 骸骨剣士』(NR-92) 「アルゴ探検隊の大冒険」
2011年1月1日発売。原型製作：川田秀明（造形総指揮：竹谷隆之、造形監修：竹谷隆之・山口隆、造形協力：小関正明）
2011年5月1日に、付属の盾のデザインを変更した「Ver.2」が発売。
『No.021 アンギラス』(NR-93) 「怪獣総進撃」
2011年1月1日発売。原型製作：田熊勝夫（可動アレンジ：大津敦哉）
『No.022 プレデター』(NR-96) 「プレデター」
2011年2月1日発売。原型製作：矢竹剛教（原型可動アレンジ：寺岡邦明）
『No.023 ガイガン』(NR-97) 「地球攻撃命令 ゴジラ対ガイガン」
2011年2月1日発売。原型製作：田熊勝夫（可動アレンジ：大津敦哉）
『No.024 アイアンマン マーク6』(NR-100) 「アイアンマン2」
2011年3月1日発売。原型製作：松本栄一郎
『No.025 ジャック・スパロウ』(NR-103) 「パイレーツ・オブ・カリビアン」
2011年4月1日発売。3600円。原型製作：鬼木祐二（造形監修：竹谷隆之・山口隆、造形協力：竹谷隆之・山口隆・小関正明）
『No.026 ガメラ1967』(NR-105) 「大怪獣空中戦 ガメラ対ギャオス」
2011年5月1日発売。3500円。原型製作：松村しのぶ（可動アレンジ：大津敦哉）
『No.027 ギャオス1967』(NR-107) 「大怪獣空中戦 ガメラ対ギャオス」
2011年6月1日発売。3500円。原型製作：松村しのぶ（可動アレンジ：大津敦哉）
『No.028 マイク&サリー』(NR-109) 「モンスターズ・インク」
2011年7月1日発。2体セット。3500円。原型製作：松本栄一郎
『No.029 T-REX』(NR-111) 「ロスト・ワールド/ジュラシック・パーク」
2011年8月1日発売。2体セット。3500円。原型製作：松村しのぶ
『No.030 オプティマスプライム』(NR-114) 「トランスフォーマー/ダークサイド・ムーン」
2011年9月15日発売。3800円。原型製作：大嶋優木
『No.031 ウォーマシーン』（NR-117）「アイアンマン2」
2011年10月1日発売。3500円。
『No.032 レギオン』（NR-123）「ガメラ2 レギオン襲来」
2011年11月1日発売。4300円。原型製作：渡辺結樹
『No.033 G2ガメラ』（NR-128）「ガメラ2 レギオン襲来」
2011年12月1日発売。3500円。原型製作：渡辺結樹
『No.034 轟天号』（NR-128）「海底軍艦」
2012年1月1日発売。3500円。原型製作：谷明
『No.035 アイアンマン マーク2』(NR-140) 「アイアンマン」
2012年2月1日発売。3500円。原型製作：東田万偶斎
『No.036 アイアンマン マーク3』(NR-145) 「アイアンマン」
2012年3月1日発売。3500円。原型製作：東田万偶斎
『No.037 機動歩兵（スタジオぬえデザイン版）』 （NR-158）「宇宙の戦士」
2012年5月1日発売。3500円。
ワンダーフェスティバル限定のサンドイエローVer.が発売。
『No.038 バンブルビー』(NR-162) 「トランスフォーマー/ダークサイド・ムーン」
2012年6月1日発売。3800円。原型製作：大嶋優木
『No.039 スパイダーマン』(NR-169) 「スパイダーマン3」
2012年8月1日発売。3800円。原型製作：木下隆志
『No.040 オプティマスプライム ジェットウィング装備』(NR-??) 「トランスフォーマー/ダークサイド・ムーン」
2011年10月1日発売。4800円。原型製作：大嶋優木
『No.041 アイアンマン マーク5』(NR-179) 「アイアンマン2」
2012年12月1日発売。3500円。
『No.042 アイアンマン マーク7』 「アベンジャーズ」
2013年2月1日発売。3800円。原型製作：渡辺結樹
『No.043 バットモービル タンブラー』(NR-182) 「バットマン ビギンズ」
2013年4月1日発売。3980円。原型製作：市原俊成
パワーショップ限定アイテムのカモフラージュVer.が発売。
『No.044 サンダーバード2号』(NR-192)「サンダーバード」
2013年6月1日発売。3980円。原型製作：谷明
『No.045 アイアンマン マーク1』 「アイアンマン」
2013年8月1日発売。4800円。原型製作：渡辺結樹
『No.046 万能戦艦マイティ号』 「マイティジャック」
2013年10月1日発売。4800円。原型製作：千草巽
『No.047 バットモービル タンブラーキャノン』 「ダークナイト ライジング」
2013年11月1日発売。4200円。原型製作：市原俊成　原型アレンジ：岡正信
オプションパーツとして同スケールのベイン付属
『No.048 ジェシー』 「トイ・ストーリー」
2013年12月1日発売。3980円。原型製作：松本栄一朗
『No.049 アイアンマン マーク42』 「アイアンマン3」
2014年1月1日発売。4500円。原型製作：渡辺結樹
『No.050 ジェットモグラ』 「サンダーバード」
2014年2月1日発売。4743円。原型製作：トーピドー・モデルズ（栗原孝明）
『No.051 ザ･バット』 「ダークナイト ライジング」
2014年6月1日発売。4743円。原型製作：真鍋正一
オプションパーツとして同スケールのバットマン付属
『No.052 アイアンマン マーク21』 「アイアンマン3」
2014年9月15日発売。3620円。原型製作：渡邉結樹

### リボルテック　マブラヴ オルタネイティヴ
2011年8月より展開しているシリーズ。アージュのアドベンチャーゲーム「マブラヴ オルタネイティヴ」および、その派生作品に登場する人型兵器「戦術機」をモデル化していく。一部の商品は発売元であるホビーストックの通販限定商品となっている。基本価格は2900円。
『No.001 武御雷 Type-00R 政威大将軍専用機』 「マブラヴ オルタネイティヴ」
2011年8月1日発売。
『No.002 不知火・弐型 XFJ-01a デモンストレーターカラー』「マブラヴ オルタネイティヴ トータル・イクリプス」
2011年9月1日発売。
『No.003 EF-2000 タイフーン ツェルベルス大隊仕様』「The Euro Front」
2011年10月1日発売。
『No.004 F-18E/F スーパーホーネット ブラック・ナイヴス仕様』「マブラヴ アンリミテッド ザ・デイアフター」
『No.005 武御雷 Type-00F 篁唯依機』「マブラヴ オルタネイティヴ トータル・イクリプス」
2011年11月1日発売。
『No.006 MiG-21 バラライカ 黒の宣告（シュヴァルツェスマーケン）仕様』「シュヴァルツェスマーケン」
2011年12月1日発売。
『No.007 不知火 Type-94 国連軍仕様』 「マブラヴ オルタネイティヴ」
『No.008 不知火・弐型 XFJ-01a ユウヤ・ブリッジス機』「マブラヴ オルタネイティヴ トータル・イクリプス」
2012年1月1日発売。
『No.009 EF-2000 タイフーン ヴィルフリート・アイヒベルガー機』「The Euro Front」
2012年2月1日発売。
『No.010 F-18E/F スーパーホーネット レイジング・バスターズ仕様』「マブラヴ アンリミテッド ザ・デイアフター」
2012年3月1日発売。
『No.011 Su-37UB　チェルミナートル 紅の姉妹（スカーレットツイン）機』「マブラヴ オルタネイティヴ トータル・イクリプス」
2012年4月1日発売。
『No.012 Su-37M2　チェルミナートル フィカーツィア・ラトロワ機』「マブラヴ オルタネイティヴ トータル・イクリプス」
2012年5月1日発売。ホビーストックWebショップでの通販限定商品。
『No.013 F-22A ラプター先行量産型 インフィニティーズ仕様』「マブラヴ オルタネイティヴ トータル・イクリプス」
2012年6月1日発売。
『No.014 F-22A ラプター ハンター大隊仕様』「マブラヴ オルタネイティヴ」
2012年7月1日発売。ホビーストックWebショップでの通販限定商品。

### ピクサーフィギュアコレクション
2011年12月より展開するシリーズ。アニメーション制作会社「ピクサー・アニメーション・スタジオ」の作品に登場するキャラクターをテーマとしている。
『No.001 ニモ』（NR-132）「ファインディング・ニモ」
『No.002 ウォーリー』(NR-133)「WALL・E」
2011年12月15日発売。2400円。
『No.003 ライトニング・マックイーン』(NR-138)「カーズ」
2012年1月15日発売。2400円。
『No.004 Mr.インクレディブル』(NR-143)「Mr.インクレディブル」
2012年2月15日発売。2400円。
『No.005 ウッディ』(NR-149)「トイ・ストーリー」
2012年3月15日発売。2400円。
『No.006 サリー＆ブー』「モンスターズ・インク」
2012年4月15日発売。2400円。

### リボルテックタケヤ
当初は「仏像を動かす」というコンセプトで「可動仏像シリーズ」の仮題で発表されたシリーズであったが、後に原型担当の竹谷隆之の名を冠したシリーズ名が正式決定し、仏像以外の商品も発売されている。2011年2月にリボルテック5周年を迎えた記念企画として開始された。基本価格は3800円。
『No.001 多聞天』
2012年2月1日発売。2012年7月1日、木像風の塗装に仕上げた「木調版」が発売。
『No.002 広目天』
2012年3月1日発売。2012年7月1日、木像風の塗装に仕上げた「木調版」が発売。
『No.003 阿修羅』
2012年4月1日発売。2012年8月1日、木像風の塗装に仕上げた「木調版」が発売。
『No.004 増長天』
2012年5月1日発売。
『No.005 持国天』
2012年6月1日発売。
『No.006 鬼太郎』「ゲゲゲの鬼太郎」
2012年7月1日発売。
『No.007 目玉おやじ』「ゲゲゲの鬼太郎」
2012年8月1日発売。3600円。
『No.008 ねずみ男』「ゲゲゲの鬼太郎」
2012年9月1日発売。3600円。
『No.009 風神』
2012年10月1日発売。3990円。
『No.010 雷神』
2012年11月1日発売。3990円。

### ケロロ軍曹 KERORO GUNSO
2005年8月11日発売。2007年2月15日再発売。リボルテックシリーズではないが、リボルバージョイントを採用した最初の製品である。原型師は山口勝久。リボルバージョイントを2つ使用している。再版Ver.では余分にジョイントが付属し、「リボルテック」との関連が宣伝された。
- ケロロ軍曹 KERORO　1575円
- ドロロ兵長 DORORO　1365円
- クルル曹長 KULULU　1365円
- ギロロ伍長 GIRORO　1365円
- タママ二等兵 TAMAMA　1365円

### フレンドショップ限定
全国600箇所以上で展開されていた「フレンドショップ」のみで扱われていた。
『No.015FS ソルティック ラウンドフェイサーH8 コーチマスペシャル』 「太陽の牙ダグラム」
2006年11月15日発売。シリーズ第7弾。
フレンドショップ限定コーチマSpl専用ジョイントセットが付録として付けられたが、対応は店舗によってまちまちだった。
『No.019FS ウルトラマグナス』 「戦え!超ロボット生命体トランスフォーマー」
2007年1月15日発売。シリーズ第9弾。
フレンドショップ限定専用ジョイントセットが付録として同梱されている。
『No.026FS エヴァンゲリオン量産機（武器バージョン）』 「新世紀エヴァンゲリオン 劇場版 Air/まごころを、君に」
2007年5月15日発売。シリーズ第13弾。
『No.029FS クロ』 「どこでもいっしょ」「トロといっぱい（再生産版）」
2007年6月15日発売。シリーズ第14弾。2008年4月15日発売4期再生産分より頭部違いが発売。
『No.041FS ブロッケン 初期OVA版』 「機動警察パトレイバー」
2007年12月15日発売。シリーズ第20弾。
『No.042FS 劇場版イングラム2号機』 「機動警察パトレイバー the Movie」
2008年1月12日発売。シリーズ第21弾。
『リボルテックTシャツ』
内藤泰弘、神宮司訓之、箕輪豊によってデザインされたTシャツ。「リボルテックエキスポ'07」で販売、2008年1月にはフレンドショップ提携店でも販売された。
『#005fS 天海春香（スノーストロベリー）』 「THE IDOLM@STER」
2008年5月1日発売。ピンクカラー版。
『No.034S スーパーバルキリーVF-1J（マックス機）』 「超時空要塞マクロス」
2008年5月15日発売。
『#006FS 双海真美（スノーストロベリー）』 「THE IDOLM@STER」
2008年6月1日発売。ピンクカラー版。
『#007FS 双海亜美（スノーストロベリー）』 「THE IDOLM@STER」
2008年7月1日発売。ピンクカラー版。
『#009FS 星井美希（スノーストロベリー）』 「THE IDOLM@STER」
2008年9月1日発売。ピンクカラー版。

### パワーショップ限定
NEOリボルテックの発売に伴いフレンドショップ制度が廃止され、パワーショップ制度に変更された。
『クイーンズブレイド No.003-EX 歴戦の傭兵エキドナ』(NR-14-EX) 「クイーンズブレイド」
2009年12月1日発売　原型製作：加藤太一
初回生産限定商品。リボコンテナがクリアピンクになっており、キャラ専用のおまけアイテムが付属する。
『ヤマグチ No.079-EX　伊達政宗 白装束』(NR-30-EX) 「戦国BASARA」
2010年1月15日発売。
『ヤマグチ No.080-EX　真田幸村 白装束』(NR-31-EX) 「戦国BASARA」
2010年1月15日発売。
『ヤマグチ No.121EX リオレウス亜種』（NR-??）「モンスターハンター」
2012年7月15日発売。3980円。
『ヤマグチ No.123EX ハンター男剣士 リオソウルシリーズ』（NR-??）「モンスターハンター」
2012年9月15日発売。3480円。
『ヤマグチ No.121EX リオレウス希少種』（NR-??）「モンスターハンター」
2012年12月15日発売。3980円。

### クラシックセレクション
NEOリボルテック以前のリボルテックヤマグチから要望の高い物を復刻してリリースするもの。販売元はユニオンクリエイティブとなっている。
『No.050 グレンラガン』 「天元突破グレンラガン」
2010年11月15日発売。
『No.52 ラゼンガン』 「天元突破グレンラガン」
2010年11月15日発売。
『No.035 ブラックゲッター』 「真ゲッターロボ 世界最後の日」
2010年12月15日発売。
『No.037 真ゲッター1』 「真ゲッターロボ 世界最後の日」
2010年12月15日発売。
『No.031 ゲッター1（OVA版）』 「真ゲッターロボ 世界最後の日」
2010年12月15日発売。

### 限定品
カスタムグレードアップver.
海洋堂ミュージアムストア&海洋堂ホビーロビーで予約した中から抽選で送られる特別塗装版。対象商品は毎月入れ替わる。
『エヴァンゲリオン零号機（光の巨人Ver.）』
「フィギュア王」No.100付録。
『クリアーイエロー版ポジトロンスナイパーライフル&ショットガン武器セット』
海洋堂ミュージアムストア&フレンドショップ配布品。
『エヴァンゲリオンフィギュアコレクションクリアカラーエディション（3体セット）』
「ハイパーホビー」第100号突破記念誌上通販品。
初号機クリアパープルVer.、零号機・改クリアブルーVer.、弐号機クリアレッドVer.の3体セット
『エヴァンゲリオン初号機（蓄光版）』
サンディエゴ・コミックコンベンション限定品。
ごく少数が海洋堂直営「ホビーロビー東京 (HLT)」と海洋堂公式ネット通販「海洋堂　ミュージアムストアー (KMS)」において、抽選のうえ当選者のみKMS・HLTにおいてリボルテック購入者に渡される。ポイントカードと代金を支払い購入できた。
『エヴァンゲリオン初号機 山下いくとオリジナルカラーバージョン』
エヴァンゲリオンのメカニックデザインを担当した山下いくとがデザインしたもの。エヴァンゲリオンストア限定品。
『リボルテック センム』
「フィギィア王」誌上紹介され後にイベントにて公開。非売品。海洋堂・宮脇修一社長（ニックネームが「センム」）をモチーフに、ダンテ改造で寒河江弘が制作。
リボコンアソートセット
海洋堂ミュージアムストアでの「No.1新ゲッター1」から「No.19コンボイ」のセット販売。
特典として販促キット（ボールペン、下敷きカタログ、ステッカー各5ヶ）が同梱。
『新エヴァ初号機ワンフェス特別セット』
『新エヴァ零号機ワンフェス特別セット』
ワンダーフェスティバル2007で販売。「新劇場版エヴァンゲリオン」と「"ヤシマ作戦"武装セット」の武器及びリボルテックミニチュア・クリア版のセット。
『真ゲッター1ブラックバージョン』
「ハイパーホビー」2007年10月号誌上通販。オリジナルイメージカラーでオリジナル装備のライフルも同梱。
『リボルテックミニチュア 新劇場版エヴァンゲリオン初号機 クリアバージョン』
『リボルテックミニチュア 新劇場版エヴァンゲリオン零号機 クリアバージョン』
2007年9月4日発売。セブンイレブン限定クリア版。『ワンフェス特別セット』同梱のものとは異なり、クリアボディの上に塗装がされている。
『CR新世紀エヴァンゲリオン 最後のシ者 スペシャルカラーフィギュアセット』
パチンコ景品限定。「初号機（新劇場版：序）」、「4号機」、「新劇場版ヤシマ作戦武装セット」を同梱した豪華セット。エヴァ両機はメタリックカラーに塗装されており、さらに4号機は「新劇場版」に登場するEVAの様にカラーリングがアレンジされている。マルハン専用パッケージと「一般ホール用」の2種類があり、一般ホール用は通販サイトのエヴァンゲリオンストアでも販売。
『リボルテック ダンボー アマゾンBOXバージョン』
「Amazon.co.jp」通販限定。通常版と同時発売。
『リボルテック ダンボー セブン-イレブンネットBOX版』
セブン-イレブン限定。2008年11月27日発売。
『フロイライン綾波レイ フロイライン共通ベース』
綾波レイ先着購入特典。クリアブラックのフロイライン用ベース。
『ブラックマジンカイザー』
2007年12月26日より開催の漫画家生活40周年記念「奇想奇抜 - 永井豪の40年 - 」イベント限定販売。
『鉄人28号vsブラックオックス　タイムスリップモノクロバージョン』
「フィギュア王」2008年No.119誌上限定通販。アニメ版第一弾のイメージを、白と黒のコントラストと美麗なグラデーション塗装によって再現。
『リボルテック 鉄人28号 DVD Version』
2008年5月21日発売「鉄人28号 白昼の残月」DVD限定版同梱のリペイント版。
『天海春香（ノエルアンジェリーク）』
月刊ホビージャパン2008年6月号誌上通販。赤カラー版。
『スーパーバルキリーVF-1J（ミリア機）』
月刊ホビージャパン2008年7月号誌上通販。
『双海亜美（ノエルアンジェリーク）』
月刊ホビージャパン2008年8月号誌上通販。赤カラー版。
『グレンラガンメタリックカラーバージョン』
ワンダーフェスティバル限定品。飛行ユニットフルセット付き。
『ヨハネ・クラウザーII世 サタニックエンペラーバージョン』
「Amazon.co.jp」通販限定。通常版と同時発売。サタニックエンペラー編終盤バージョン。謎の外国人ロザドニエゴリボサラバロドスの差し替えヘッド付き。
『フロイラインリボルテック 涼宮ハルヒ 制服Ver.』
Wii「涼宮ハルヒの激動」フィギュア付き特別版に同梱。また連動企画として頭部と腕部を交換可能な胸像が角川書店の雑誌に付録として封入されている（「超監督Ver.（ザ・スニーカー）」、「ポニーテールVer.（コンプティーク）」、「あかんべVer.（月刊少年エース）」、「超命令Ver.（月刊ニュータイプ）」の4誌）。
『XAN-斬-（後のキングゲイナー）』
電撃ホビーマガジンの誌上通販限定。在庫が一時的に海洋堂ホビーロビー東京で発売された後、2009年夏に電撃ホビーマガジンの通販サイト「電撃屋」および、海洋堂ホビーロビー東京、海洋堂ミュージアムストアで数量限定にて再発売。
『エンキドゥドゥ』
フィギュア王No.130の誌上通販限定。
『NO.EX エヴァンゲリオン3号機[新劇場版：破]エディション』(NR-ex)
フィギュア王プレミアムシリーズVol.4『リボルテック大全』付録。第13使徒用の腕、菌糸で覆われたエントリープラグ、リボプライヤー（3号機カラー）等が付属するフルセット。
『NO.SP エヴァンゲリオン零号機（改）[新劇場版：破]エディション』(NR-EX)
セブン-イレブンネットおよびエヴァンゲリオンストアでの限定販売。『2号機[新劇場版：破]エディション』用の肩部ボーナスパーツ、バズーカ、N2爆雷等が付属。
『No.001-EX クイーンズブレイド レイナ2Pカラー』(NR-SP)
セブン-イレブンネット限定販売。
『アッセンブルボーグ バレルズスピーダー ライトニングクーガーカスタム』
フィギュア王No.137・138の誌上通販限定。ボディカラーを金色、タイヤ等をグロスブラック、前面風防部分をクリアブルーに変更したバージョン。
『リボルテックミニチュア　エヴァンゲリオン4号機』
月刊エヴァ5th特別編集　予告編の特別付録。シールドが付属。カラーリングは「新劇場版」に登場するEVAに準じたアレンジが加えられている。
『リボルテックミニチュア　惣流・アスカ・ラングレー』
月刊エヴァ5th特別編集　リーチ編の特別付録。パレットライフルが付属。
『リボルテックミニチュア　綾波レイ』
月刊エヴァ5th特別編集　プレミア編の特別付録。ロンギヌスの槍が付属。
『プロテクトギア“犬狼伝説Ver.”』
犬狼伝説　20周年エディションBOX付録。2010年2月発売。　
『NO.SP ゲッタードラゴン“ブラックVer.”』
ホビージャパン2009年11月号の誌上限定通販。通常版には付属しない「ゲッターレーザーキャノン」と包帯を付けた頭部が付属する。ゲッタートマホークとゲッタービーム射出頭部は付属していない。
『3段変形バルキリー VF-1J マックス機』
『3段変形バルキリー VF-1J ミリア機』
ホビージャパン2010年3･4月号の誌上限定通販。
『ローソン特別リニューアルパッケージ仕様 エヴァンゲリオン初号機[新劇場版：破]エディション』(NR-SP)
通常版の内容に加え「破壊されたネルフ本部の台座」がプラスされる。2010年4月27日〜5月31日の期間限定で、全国のローソンおよびローソンネット、エヴァンゲリオンストアにて予約受付、8月引き渡し。
『GR2（特撮リボルテック）』(NR-SP)
宇宙船vol.128及び月刊ホビージャパン6月号での誌上限定通販だが、ホビージャパン直営店であるポストホビーでも予約受付された。またワンフェスやキャラホビでも数量限定で販売。原型製作：田熊勝夫。
『トライストライカー　ルナスティングレイカスタム』
フィギュア王No.150の誌上限定通販。ボディカラーを白、透明パーツ部分をグラファイトカラーに変更したバージョン。
『トライストライカー　ワンフェス限定版』
ワンダーフェスティバル2010夏のリボルテックブース限定販売品で、その後Web通販でもごく少数を販売。透明パーツ部分をクリアオレンジに変更したバージョン。
『リボルテックミニチュア　真希波・マリ・イラストリアス』
月刊エヴァ福特別編集　CRエヴァンゲリオン 始まりの福音プレミアムボックスの特別付録。
『ブレードライガー（レオン仕様）』
電撃ホビーWEB・電撃屋ホビー館限定通販。2010年10月25日〜11月30日の限定受注。付属品は通常版と同一。
『エイリアン クリアー版』
「特撮リボルテック体感キャラバン」及び「特撮リボルテック展」限定販売。
『ジャック・スケリントン蓄光版』
「特撮リボルテック展」限定販売。
『70式メーサー殺獣光線車』
『地球攻撃命令 ゴジラ対ガイガン』登場版。「特撮リボルテック展」限定販売。
『No.100 エヴァンゲリオン初号機』
デアゴスティーニ セレクト通信販売限定。エヴァンゲリオン・クロニクル読者限定特製スリーヴ付。
『NR-EX エヴァンゲリオン初号機 クリアパープルver.』
『リボルテック大全2』の特別付録。『NO.100 エヴァ初号機』をクリアパープルに変更したバージョンで、特別カラーのリボプライヤーも同梱。2011年1月15日発売。
『NO.093EX ブレードライガーミラージュ』
模型問屋の宮沢模型流通限定品。『No.093 ブレードライガー』のボディカラーをパールホワイト、手足をブルーグレーに変更したバージョン。特別カラーのリボプライヤー1個と2Pリボチップ10枚が付属する。2011年2月15日発売。
『No.099EX ゲッターアーク ブラックver.』(NR-91)
月刊ハイパーホビー通刊150号記念通販限定品。ボディカラーを黒に変更したバージョン。2011年2月号にて受注。徳間EC通販で1000体限定。　
『大魔神 モノクロームver.』
月刊ハイパーホビー通刊150号記念通販限定品。白黒映画を思わせるモノクロームカラーに塗装されたバージョン。2011年3月号にて受注。
『No.091EX ヴァッシュ・ザ・スタンピード ダークシフト・フェノメノン』(NR-60)
月刊ハイパーホビー通刊150号記念通販限定品。髪をライトグレー、衣服を黒に変更したバージョン。2011年4月号にて受注。
『特撮リボルテック No.025EX アイアンマン マーク4』
フィギュア王No.157の誌上通販、およびインターネット通販限定。2850円。2011年2月24日〜4月8日まで受注受付、6月引渡し。
『タケヤトリロジーBOX』
原型師の竹谷隆之が手がけた『ジェイソン』『骸骨剣士 ver.2』『ジャック・スパロウ』の3つをセットにし、1000セット限定で販売。特別付録として『骸骨剣士 ver.1』の盾がセットになっている。8000円。
『武御雷 Type-00F 月詠真那機』
ワンダーフェスティバル2011夏の会場、およびWEB通販にて個数限定販売。2900円。
『イカ娘』「侵略!イカ娘」
SUPER GT300クラスに「PACIFIC NAC イカ娘フェラーリ」として出場している、LMPモータースポーツチームの個人スポンサー登録（5000円以上のコースに限る）特典。2012年2月5日まで登録受付、同年3月発送。
『No.EX Evangelion Evolution エヴァンゲリオン４号機』
エヴァンゲリオンストアおよびパワーショップ限定販売。2980円。
『Evangelion Evolution 4号機＆Mark.06プレミアムBOXセット』
パチスロ店の景品、もしくはエヴァンゲリオンストアでの限定販売。6号機の槍はメタリックレッドの特別色に変更されている。エヴァンゲリオンストアでの価格は7350円。
『EF-2000 タイフーン ジークリンデ・ファーレンホルスト機』
受注限定書籍「DUTY -LOST ARCADIA-」の特別付録。書籍込みで5000円。
『武御雷 Type-00A 武家専用機』
ワンダーフェスティバル2012冬の会場、およびWEB通販にて個数限定販売。2900円。
『阿修羅 青銅版』
リボルテックタケヤの『阿修羅』を青銅風に塗装した特別版。
2012年9月12日～10月3日の期間限定で、大丸松坂屋百貨店系列店（大丸心斎橋店、大丸神戸店、松坂屋上野店本館）のイベントにて販売。3800円。
『NO.100EX エヴァンゲリオン初号機 エヴァレーシング2012/エヴァンゲリオンRT初号機アップル紫電』(NR-SP)
SUPER GT 300クラスで活躍中の「エヴァンゲリオンRT初号機アップル紫電」をモデルとし、Evangelion Evolution 初号機にレーシングカー風のスポンサーデカール・チームステッカーなどをあしらった特別版。

### プライズリボルテック
タイトーのクレーンゲームの専売品。約1.5倍の大きさになったリボルテック。トロとクロ、グル〜ミ〜とピティくんがある。
2009年5月　夏祭りVer.トロ・クロ
2009年9月　ハロウィンVer.トロ・クロ
2009年11月　サンタクロースVer.トロ・クロ
2010年5月　サッカーVer.トロ・クロ
2010年7月　グル〜ミ〜・ピティくん
2010年8月　初音ミクVer.トロ・クロ
2010年9月　ハロウィン商戦ねらいVer.グル〜ミ〜・ピティくん
2010年10月　天使と悪魔Ver.トロ・クロ
2010年11月　クリスマス商戦ねらいVer.グル〜ミ〜・ピティくん

### まめリボ！
「まめリボ！もやしもん」
「もやしもん」の菌（モネラ）をリボルテック化したもの。ブラインドボックス仕様で、ラインナップは基本カラー6種類と別カラー6種類の全12種類。価格は一箱490円。
「まめリボ！もやしもん第2弾」
第1弾同様のブラインドボックス仕様で、ラインナップは基本カラー6種類と蓄光カラー特別版6種類の全12種類。価格は一箱490円。

### もどきろいど 泉こなた
2009年12月23日発売のPSP専用ソフト「らき☆すた ネットアイドル・マイスター DXパック」の予約特典フィギュア。首と両足の接続に6mmリボルバージョイントが用いられている。商品名は某商品へのオマージュである。原型製作は榎木ともひで。

### リボジオ
実在する生物を稼働模型化したもの。
- ダイオウサソリ

### ガレージキット
海洋堂公認のみ。
『大阪ホビーちゃん（萌えバージョン）』
榎木ともひで個人ブース「eyewater」でワンフェス限定販売されたガレージキット。
『エヴァンゲリオン仮設五号機』
リボルテックの原型として作られ、関節を仕込む前段階のものをガレージキット化。未塗装・未組立。2009年7月末までの受注限定販売。

## 類似商品
- Vulcanlog　海洋堂と組んだユニオンクリエイティブが販売するリボルバージョイントを採用した可動フィギュアシリーズ。2015年10月の001モンハンリボ ティガレックスから2017年8月の022モンハンリボ ハンター男剣士　カイザーXシリーズが発売されていた。
- figma
- プレミアムパーツコレクション 球体ジョイント